# چنگیز اوندر
چنگیز اوندر (ترکی استانبولی: Cengiz Ünder؛ زادهٔ ۱۴ ژوئیهٔ ۱۹۹۷) بازیکن فوتبال اهل ترکیه که برای تیم لس‌آنجس بازی می‌کند

## دوران باشگاهی
اوندر پس از درخشش در باشاک‌شهر مورد توجه تیم‌های بزرگ اروپایی قرار گرفت. وی در ۱۴ ژوئیه ۲۰۱۷ با مبلغ ۱۳٫۴ میلیون یورو به رم پیوست.
او در ۲۰ سپتامبر سال ۲۰۲۰ به صورت قرضی به باشگاه لیگ برتری لسترسیتی پیوست. اولین بازی خود را در شکست ۳–۰ مقابل وستهم یونایتد انجام داد و به عنوان یار تعویضی به زمین آمد. در ۲۵ اکتبر، او اولین گل خود را برای لستر با پاس گل جیمی واردی در پیروزی ۱–۰ خارج از خانه مقابل آرسنال به ثمر رساند که به انتظار ۴۷ ساله لستر برای پیروزی خارج از خانه در مقابل آرسنال پایان داد.
در ژوئیه سال ۲۰۲۱ او به صورت قرضی با باشگاه المپیک مارسی فرانسه قرارداد امضا کرد.